# Viliam Figuš-Bystrý
Viliam Figuš-Bystrý (ur. 28 lutego 1875 w Bańskiej Bystrzycy, zm. 11 maja 1937 tamże) – słowacki kompozytor. 

## Życiorys
Początkowo działał jako nauczyciel szkolny w różnych miejscowościach na terenie Słowacji i Węgier. W 1906 roku wrócił do rodzinnej Bańskiej Bystrzycy, gdzie był organistą, nauczycielem muzyki i dyrygentem chórów. W 1914 roku uzyskał dyplom Akademii Muzycznej w Budapeszcie. Komponował utwory kameralne i fortepianowe, był autorem kilkudziesięciu pieśni. Napisał także kantatę Slovenská pieseň na głosy solowe, chór i orkiestrę (1913) i operę Detvan (1924, wyst. Bratysława 1928).
Zajmował się kolekcjonowaniem słowackich pieśni ludowych, które wydawał w opracowaniu na głos i fortepian. Wydał zbiory Slovenské ludové piesne (5 zeszytów, 1906–1915) oraz 1000 slovenských ludových piesni (1925–1931).